# Jef Geeraerts
Pour les articles homonymes, voir Geeraerts.
Œuvres principales
De zaak Alzheimer
Joseph Adriaan Anna Geeraerts dit Jef Geeraerts (né à Anvers le 23 février 1930 ; mort à Gand le 11 mai 2015,) est un écrivain belge d'expression néerlandaise.

## Biographie
Jef Geeraerts a eu une carrière d'administrateur colonial à Yandongi, dans le territoire de Bumba au Congo belge. Après son retour en Belgique en 1960, il commence une carrière d'écrivain, tout en suivant des cours de philologie germanique à l'Université libre de Bruxelles.

## Œuvre
Il a écrit plusieurs livres ayant trait à l'Afrique qui créèrent la polémique en Flandre pour leur caractère supposé raciste et pornographique (p. ex. Black Venus), puis des romans policiers, des récits de voyages, des nouvelles, de la politique-fiction, etc.

## Œuvres traduites en français
- Chasses [« Jagen »], Bruxelles, Belgique, Éditions de la Longue Vue, coll. « La Pie sur le gibet », 1984, 156 p. (ISBN 978-2-87121-000-9)
- Opération Sigma sur la Belgique [« Het Sigmaplan »], Namur, Belgique, trad. Marie Hooghe, Éditions Didier Hatier, coll. « Fiction », 1987, 256 p. (ISBN 978-2-87088-584-0)
- Le plus gros diamant du Zaïre [« Diamant »], Namur, Belgique, trad. Marie-Françoise Dispa, Éditions Didier Hatier, coll. « Fiction », 1988, 264 p. (ISBN 978-2-87088-619-9)
- Suite romaine [« Romeinse suite »], Namur, Belgique, trad. Marie Hooghe, Éditions Didier Hatier, coll. « Fiction », 1990, 238 p. (ISBN 978-90-223-0858-5)
- Eté indien [« Indian summer »], Paris, trad. Marie Hooghe, Éditions Complexe, coll. « L'heure furtive », 2000, 125 p. (ISBN 978-2-87027-323-4, lire en ligne)
- L'Ambassadeur [« De ambassadeur »], Paris, trad. Marie Hooghe, Éditions des Syrtes, coll. « Littérature Étrangère », 2002, 352 p. (ISBN 978-2-84545-049-3)
- Marcellus, Bordeaux/Paris, France, trad. Marie Hooghe, Éditions Le Castor Astral, coll. « Escales du Nord », 2002, 55 p. (ISBN 978-2-85920-515-7)
- Oiseaux de nuit [« De nachtvogels »], Bordeaux/Paris, France, trad. Marie Hooghe, Éditions Le Castor Astral, coll. « Escales du Nord », 2002, 186 p. (ISBN 978-2-85920-460-0)
- Sanpaku, Bordeaux/Paris, France, trad. Marie Hooghe, Éditions Le Castor Astral, coll. « Escales du Nord », 2003, 214 p. (ISBN 978-2-85920-509-6)
- Black Venus [« Gangreen 1. Black Venus »], Arles, France, trad. Marie Hooghe, Éditions Actes Sud, coll. « Babel », 2003, 252 p. (ISBN 978-2-7427-0586-3)
- Je ne suis qu'un nègre [« Ik ben maar een neger »], Bordeaux/Paris, France, trad. Marie Hooghe, Éditions Le Castor Astral, coll. « Escales du Nord », 2004, 256 p. (ISBN 978-2-85920-557-7)
- Le récit de Matsombo [« Het verhaal van Matsombo »], Bordeaux/Paris, France, trad. Marie Hooghe, Éditions Le Castor Astral, coll. « Escales du Nord », 2005, 181 p. (ISBN 978-2-85920-614-7)

## Adaptations
Son roman De zaak Alzheimer est adapté deux fois au cinéma :
- 2003 : La Mémoire du tueur (De Zaak Alzheimer) d'Erik Van Looy
- 2022 : Memory de Martin Campbell